# 遠期匯率
遠期匯率（英語：forward exchange rate）是指銀行在與投資者訂立遠期合約時同意指定將來一個日期將一種貨幣兌換為另一種貨幣的匯率，並以此匯率在遠期外匯市場進行交易。跨國企業、銀行和其他金融機構訂立遠期合約，以遠期匯率作為避險。遠期匯率由即期匯率與兩國之間的利率差異之間的平價關係確定，反映了外匯市場中的經濟均衡，消除套利機會。當處於均衡且兩國的利率不同時，平價條件意味著遠期利率包含了反映利率差異的溢價或折價。遠期匯率對預測未來即期匯率具有重要的理論意義。金融經濟學家亦指出，遠期匯率結合歷史數據可以準確地預測未來即期匯率。